# The Nasty Boys
I Nasty Boys erano un tag team di wrestling attivo principalmente tra la fine degli anni ottanta e gli anni novanta sia nella World Wrestling Federation che in seguito nella World Championship Wrestling, composto da Brian Knobbs e Jerry Sags. La gimmick interpretata dai due era quella dei "cattivi" punk anarchici specializzati nelle risse e nell'hardcore wrestling. Sono stati campioni mondiali di coppia sia in WWF che in WCW.

## Carriera
Jerry Sags e Brian Knobbs erano amici d'infanzia (entrambi cresciuti a Whitehall Township, in Pennsylvania). Iniziarono la loro carriera di wrestler lottando fin dall'inizio in coppia nella American Wrestling Association nel 1985, decidendo di chiamarsi The Nasty Boyz ("i ragazzi cattivi") nel 1986. Nel 1988, si trasferirono nella Florida Championship Wrestling, dove vinsero i titoli di coppia per ben cinque volte tra il 1989 e il 1990.

### World Championship Wrestling (1990)
Nel 1990, i Nasty Boys si aggregarono alla World Championship Wrestling. Inizialmente si scontrarono con Rick e Scott Steiner ma non riuscirono mai a sconfiggere gli Steiner Brothers per il WCW United States Tag Team Championship.

### World Wrestling Federation (1991-1992)
I Nasty Boys lasciarono la WCW nel dicembre 1990 per accasarsi alla World Wrestling Federation. Insieme al loro nuovo manager Jimmy Hart, dichiararono subito la loro intenzione di "Nastisizzare la WWF". Dopo la vittoria in una tag team battle royal che li catapultò in cima alla lista degli sfidanti al titolo di coppia, riuscirono a sconfiggere la Hart Foundation, grazie alle interferenze di Jimmy Hart, vincendo il WWF World Tag Team Championship a WrestleMania VII, e detenendo le cinture fino a SummerSlam '91, dove furono sconfitti dai Legion of Doom in un match senza squalifica. Alla fine del 1992 diventarono per breve tempo una coppia "face" in seguito al tradimento di Jimmy Hart che li aveva abbandonati per i Money Incorporated (Ted DiBiase & IRS), ma non riuscirono più a riconquistare le cinture di campioni. Lasciarono la federazione dopo aver perso un six men tag team match dove facevano squadra con Kamala, contro i Money Inc. e Mr.Hughes.

### World Championship Wrestling: Secondo periodo (1993-1996)
Knobbs & Sags fecero ritorno alla WCW nel 1993 come tag team heel e, guidati dalla manager Missy Hyatt, diventarono WCW World Tag Team Champions. Nel 1994, si scontrarono con Cactus Jack e Maxx Payne in una serie di match molto violenti. Successivamente era in programma un feud con Evad & Kevin Sullivan, una coppia di finti fratelli (kayfabe), ma Evad si infortunò gravemente, e Sullivan convinse Cactus Jack a sostituirlo. I Nasty persero le cinture contro Jack e Sullivan in uno Street Fight match al ppv Slamboree. Come conseguenza dell'intensa lotta, i Nasty Boys ritornarono ben presto ad essere dei "face".
Knobbs e Sags si scontrarono poi con tag team come gli Harlem Heat e i Blue Bloods. Nel 1996, l'nWo offrì loro di entrare tra i suoi membri, ma li assalì poco dopo avergli dato le magliette del gruppo. Nei successivi match contro Scott Hall e Kevin Nash, Sags si infuriò realmente con Hall perché durante uno dei loro match, lo aveva veramente infortunato al collo colpendolo con una sedia. Dopo il match in questione, Sags fece causa a Hall. La WCW risolse il suo contratto in federazione, e il wrestler si ritirò poco tempo dopo. Knobbs invece continuò a combattere da solo conquistando anche il WCW Hardcore Championship in tre diverse occasioni.
I Nasty Boys si riunirono per breve tempo nella XWF, ma quando la federazione fallì poco dopo, si ritirarono entrambi.

### Ritorno sulle scene (2007-2010)
Il 20 novembre 2007, Brian Knobbs e Jerry Saggs sono tornati a combattere insieme a WWE SmackDown dopo 14 anni di assenza dalle scene e firmano un nuovo contratto per poi essere licenziati una settimana dopo una rissa con Dave Taylor e Drew McIntyre.
Il 4 gennaio 2010, i Nasty Boys hanno debuttato nella Total Nonstop Action Wrestling durante una puntata di TNA Impact!, distruggendo lo spogliatoio del Team 3D mentre la coppia era in Giappone. l'episodio fu alla base del seguente feud tra i due tag team. Il 21 gennaio i Nasty Boys hanno combattuto il loro primo match in TNA, sconfiggendo Eric Young e Kevin Nash. Al ppv Against All Odds, i Nasty Boys sconfissero il Team 3D in un tag team match, grazie all'intervento del rientrante Jimmy Hart che si schierò dalla parte dei suoi vecchi clienti.
Il 29 marzo 2010 i Nasty Boys furono licenziati dalla TNA a seguito di un incidente verificatosi a un evento TNA che vedeva la presenza della dirigenza di Spike TV.

## Cattiva reputazione
I Nasty Boys hanno la reputazione di essere dei combattenti cosiddetti "stiff", e cioè particolarmente duri con i propri avversari. Inoltre sono spesso rimasti coinvolti in risse vere e proprie con altri wrestler anche al di fuori del ring:
- Ken Shamrock ebbe una violenta lite con Knobbs dopo che egli aveva molestato la ragazza di un suo amico in un nightclub. Più tardi quella sera, Shamrock si recò nella stanza d'albergo dei Nasty Boys per continuare la discussione. Dopo aver bussato alla porta per numerose volte, quando Saggs gli aprì la porta, Shamrock si precipitò nella stanza attaccando Knobbs.
- Sempre Shamrock litigò furiosamente con Jerry Saggs nella sala d'attesa di un aeroporto, a causa di un colpo particolarmente duro che il Nasty Boy gli aveva rifilato durante un incontro.
- Ric Flair si accapigliò con i Nasty Boys in un nightclub di Manhattan, e fu buttato fuori dal locale.
- Nel 1997, un match tra i Nasty Boys e gli Outsiders (Scott Hall & Kevin Nash) degenerò in una rissa vera e propria.[7]
- Il 20 novembre 2007, dopo il loro match di ritorno disputato a Smackdown, i Nasty ebbero una violenta lite con Dave Taylor e Drew McIntyre che degenerò in rissa.[8]
- Il wrestler Mick Foley, nella sua autobiografia, ha descritto i Nasty Boys come "sciatti, poco professionali, e più che pericolosi, ma dei gran combattenti".

## Nel wrestling

### Mosse finali
- Come Nasty Boys
  - Double DDT[9]
  - Trip to Nastyville[9] (Running powerslam da parte di Knobbs seguito da un diving elbow drop di Sags)

### Manager
- Jimmy Hart (WWF)[10]
- Missy Hyatt (WCW)

### Musiche d'entrata
- Nasty di Janet Jackson (AWA/AJPW/CWA/FCW/NJPW, 1986–1990, 1993)
- Jamming In The Past (WCW, 1990)
- Nasty Rap (WWF, 1990–1993)
- Good Man (WCW, 1993–1994)
- We're The Boys (WCW, 1994–1996)

## Titoli e riconoscimenti
- American Wrestling Association
  - AWA Southern Tag Team Championship (2)

- National Wrestling Alliance
  - NWA Florida Tag Team Championship (5)

- Pro Wrestling Illustrated
  - PWI Tag Team of the Year (1994)
  - PWI li classificò alla posizione numero 53 nella lista dei migliori tag team di sempre nei "PWI Years" del 2003.

- World Championship Wrestling
  - WCW World Tag Team Championship (3)

- World Wrestling Federation
  - WWF Tag Team Championship (1)

- X Wrestling Federation
  - XWF World Tag Team Championship (1)[11]

- Altri titoli
  - NAWA Tag Team Championship (1)
  - PWF Tag Team Championship (1)
  - SAPC Tag Team Championship (1)